# ان قنطورس
ان قنطورس یک ستاره است که در صورت فلکی قنطورس قرار دارد.